# Santa Clara (Texas)
Pour les articles homonymes, voir Santa Clara.
Santa Clara est une ville située à l'ouest du comté de Guadalupe, au Texas, aux États-Unis,.  Elle est incorporée en mai 1999.

## Démographie
Lors du recensement de 2010, la ville comptait une population de 725 habitants. Elle est estimée, en 2016, à 732 habitants.

### Source de la traduction
- (en) Cet article est partiellement ou en totalité issu de l’article de Wikipédia en anglais intitulé « Santa Clara, Texas » (voir la liste des auteurs).